# Teucholabis oteroi
Teucholabis oteroi är en tvåvingeart som beskrevs av Alexander 1936. Teucholabis oteroi ingår i släktet Teucholabis och familjen småharkrankar.
Artens utbredningsområde är Kuba. Inga underarter finns listade i Catalogue of Life.